# Panh Khemanith
Panh Khemanith (ur. 1 kwietnia 1953) – laotański lekkoatleta, sprinter.
Brał udział w igrzyskach olimpijskich w 1980 roku, gdzie wystąpił w biegu na 400 m. Zawodnik odpadł już w pierwszej rundzie, plasując się na ostatniej, siódmej pozycji w trzecim biegu eliminacyjnym z czasem 53,74. Był to najgorszy czas, jaki padł podczas tych zawodów. Panh Khemanith był również chorążym reprezentacji Laosu podczas ceremonii otwarcia igrzysk.